# Lotte World Tower
Der Lotte World Tower (auch nur Lotte Tower, koreanisch 롯데월드 타워) ist ein am 22. Dezember 2016 fertiggestellter Wolkenkratzer in Seoul, der Hauptstadt Südkoreas. Er wurde am 3. April 2017 offiziell eröffnet.
Das Gebäude befindet sich im Stadtteil Jamsil-dong, Songpa-gu. Es ist Teil des Lotte-World-Komplexes. Mit einer Höhe von 555 m ist es zum Zeitpunkt der Eröffnung der höchste Wolkenkratzer Südkoreas, der sechsthöchste Asiens und der Welt.

## Planung
Der Turm ist mit einer Höhe von 555 Metern das höchste Gebäude des Landes sowie eines der höchsten der Welt. Auf einer Nutzfläche von rund 304.000 Quadratmetern, die sich auf 123 oberirdische Stockwerke verteilt, befinden sich Apartments, Hotelräume und Büros sowie in den sechs obersten Stockwerken eine gegen Gebühr zugängliche Aussichtsplattform. Deren Glasboden an den zwei Außenspitzen weist eine Dicke von nur 45 mm auf, kann aber bis zu 200 Personen von durchschnittlich je 75 kg Körpergewicht tragen bzw. über 500 Kilogramm pro Quadratmeter. Sie wurde von Guinness World Records am 23. Januar 2017 als höchste Glasboden-Aussichtsplattform der Welt anerkannt.
Ein doppelstöckiger Aufzug legt den Weg vom Erdgeschoss zum 118. Stock mit einer Geschwindigkeit von 600 Metern in der Minute zurück.
Der Wolkenkratzer weist einen quadratischen Grundriss auf, nach oben hin wird das Gebäude in abgerundeter Form etwas schmaler. Die oberste Etage liegt auf etwa 497 Metern Höhe, wenig darüber das Dach. Die oberen Etagen sind außerdem für den Publikumsverkehr geöffnet. Eine leicht konvex geformte, mit Glas verkleidete, in zwei Hälften vertikal gespaltete Stahlkonstruktion umhüllt die Außenwände und verjüngt sich über das Dachplateau hinaus nach oben bis zur Endhöhe von 555 Metern. Für die Planung des Hochhauses war das US-amerikanische Architekturbüro Kohn Pedersen Fox verantwortlich, das sowohl in Asien wie auch in Nordamerika bereits mehrere Wolkenkratzer realisiert hatte.
Die Planungen für das Hochhaus reichen bis ins Jahr 2005 zurück. Mit dem Aushub auf dem Gelände unweit des Stadtzentrums von Seoul wurde bereits 2009 begonnen, allerdings konnten die Bauarbeiten aus wirtschaftlichen Gründen und wegen des Widerstandes von Teilen der Bevölkerung und mancher Behörden erst Anfang 2012 beginnen.
Das Gebäude ist nicht identisch mit dem Bauprojekt Busan Lotte World Tower im südkoreanischen Busan, das mit 510 Metern Höhe ein Projekt ähnlicher Größe darstellt.

## Bau

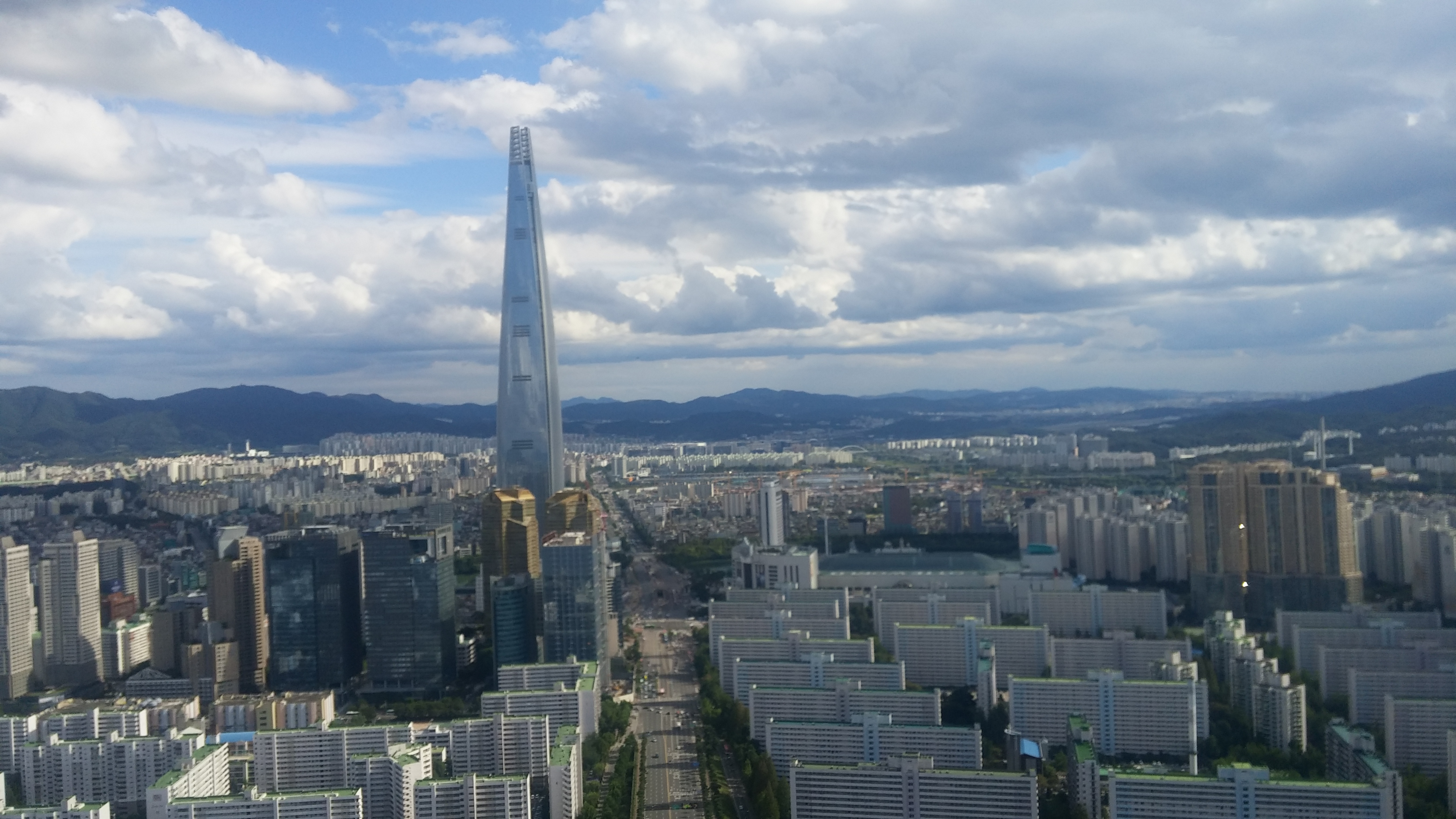
Panorama

Die Bauarbeiten begannen erst zu Beginn des Jahres 2012, als erste Betonierungen am Fundament vorgenommen wurden. Der Gebäudekern, bestehend aus Stahlbeton, erreichte im Juni 2012 Straßenhöhe. Im Frühjahr wurden bereits mehrere größere Baukräne errichtet.
Das oberste der 123 Geschosse wurde am 22. Dezember 2015 abgeschlossen. Ende 2015 wurde anlässlich des Jahreswechsels die mit LED-Pixeln leuchtende Fassade mit dem vertikalen Schriftzug 2016 getestet.
Die Fertigstellung erfolgte plangemäß im März 2016. Die Eröffnung war am 3. April 2017, dem 50. Geburtstag der Lotte Confectionery Co., Ltd.

## Lotte Signiel Residences
Das 42. bis 71. Stockwerk bestehen aus Apartments, den Lotte Signiel Residences. Mit einem Quadratmeterpreis um 23 Millionen Won gelten diese als die teuersten Koreas.

## Signiel Seoul Hotel
Das 76. bis 100. Stockwerk ist vom Luxushotel Signiel Seoul, dem ersten einheimisch geführten Sechs-Sterne-Hotel des Landes, mit seinen insgesamt 235 Zimmern belegt. Die Zimmerpreise liegen zwischen 650.000 Won pro Nacht im unteren Bereich und 24 Millionen Won pro Nacht im 99. und 100. Stock. Das Hotelrestaurant im 81. Stock steht unter der Leitung des mit drei Michelin-Sternen ausgezeichneten Yannick Alléno.

## Himmelsbrücke
2020 eröffnete die elf Meter lange Himmelsbrücke zwischen den oberen beiden Türmen.

## Stockwerke
| Stockwerk | Nutzung            |
| --------- | ------------------ |
| 117–123   | Aussichtsplattform |
| 105–114   | Büros              |
| 76–101    | Lotte Hotel        |
| 42–71     | Wohnungen          |
| 14–38     | Prime Büros        |
| 1–12      | Podium             |
| B1–B6     | Tiefgarage         |

## Auszeichnungen
- 2017: Emporis Skyscraper Award

## Trivia
Im Park hinter dem Lotte World Tower befindet sich die detailgetreue bronzene Kopie des Goethe-Denkmals aus dem Berliner Tiergarten. Der Lotte-Konzern erhielt seinen Namen nach der Hauptperson „Lotte“ (Charlotte) im Roman Die Leiden des jungen Werthers von Johann Wolfgang von Goethe aus dem Jahr 1774, den der Firmengründer Shin Kyuk-ho 1941 im Alter von 19 Jahren begeistert gelesen hatte.

## Bildergalerie

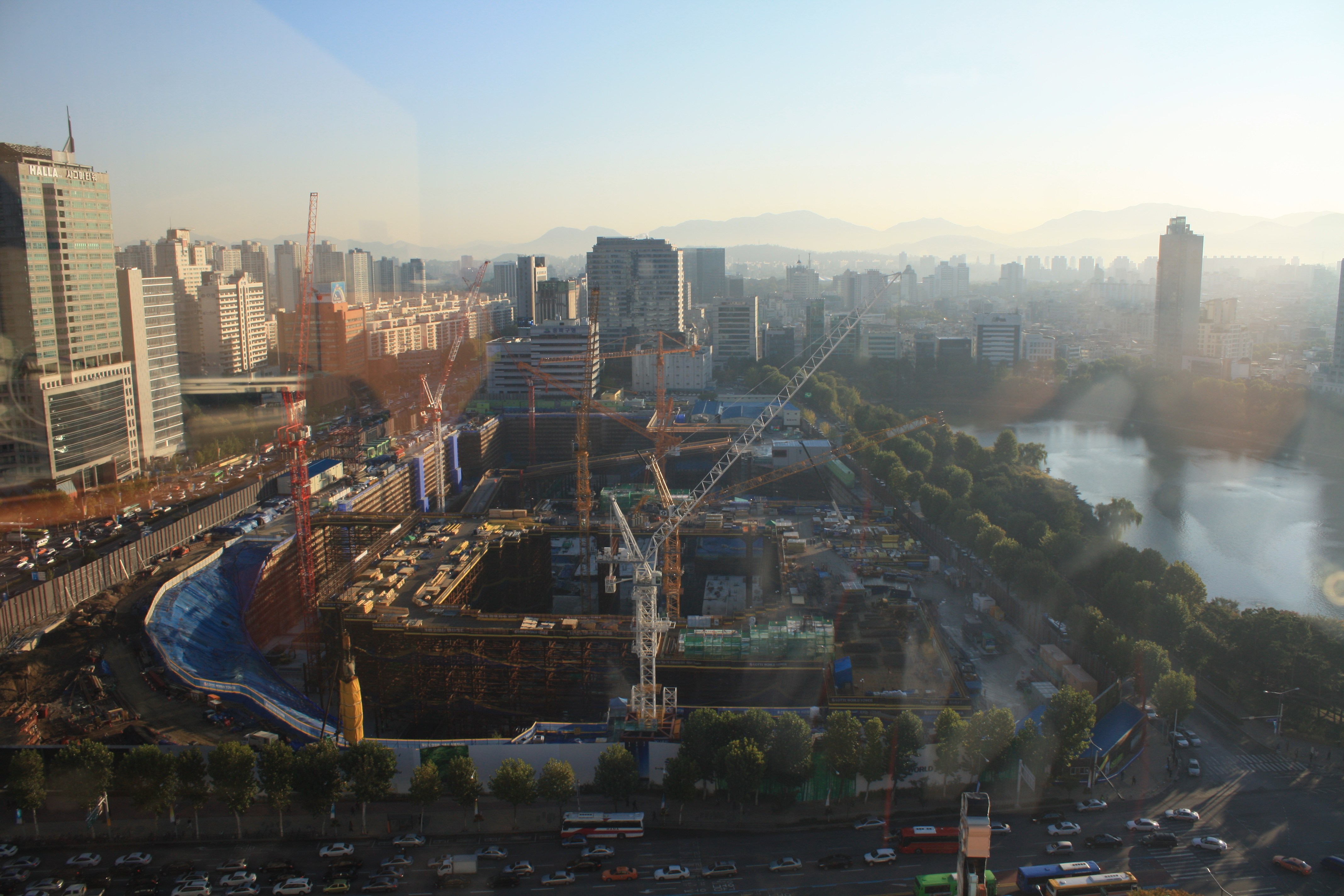
Arbeiten im Oktober 2011
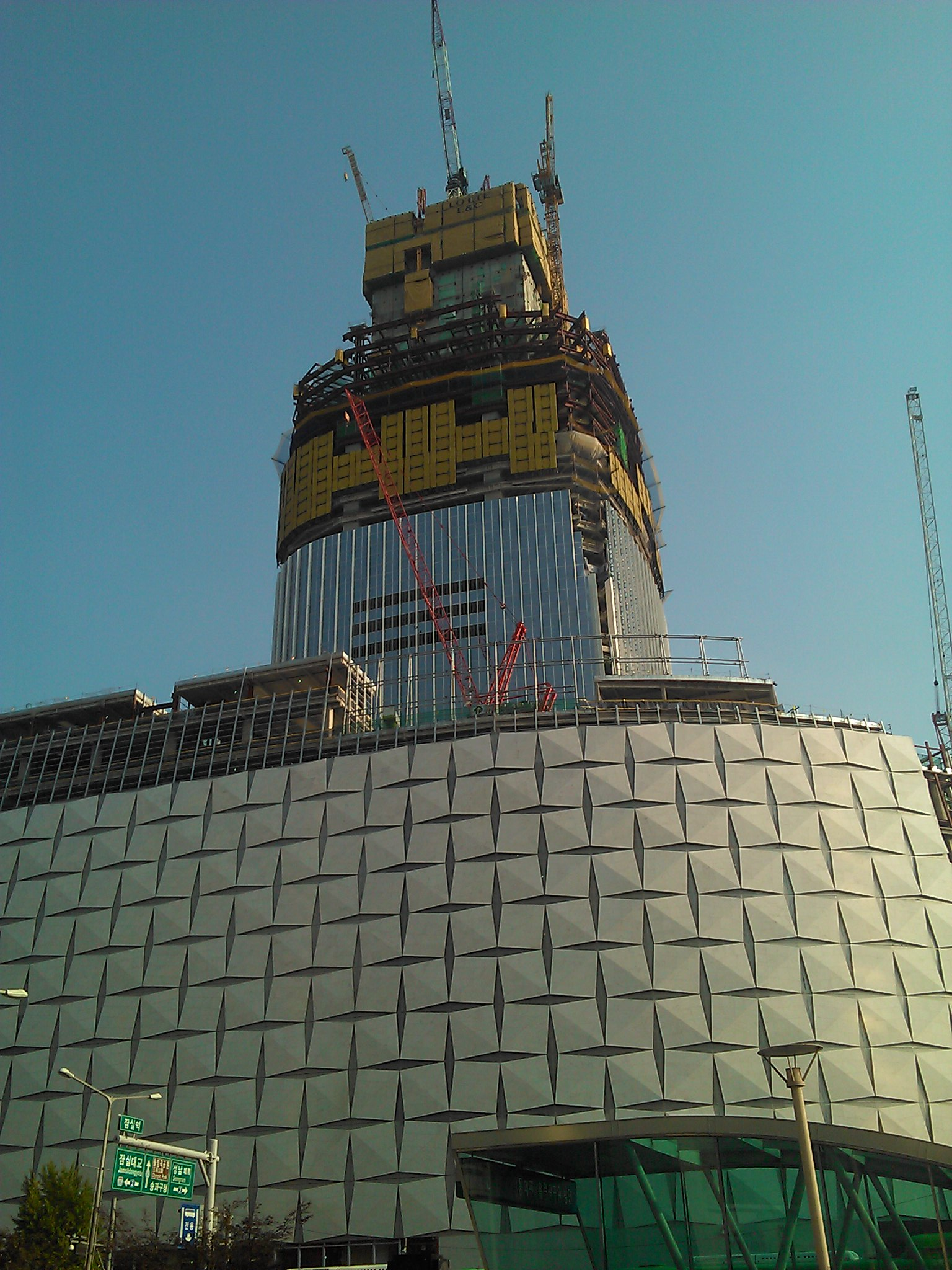
Der Turmbau von unten im Oktober 2013
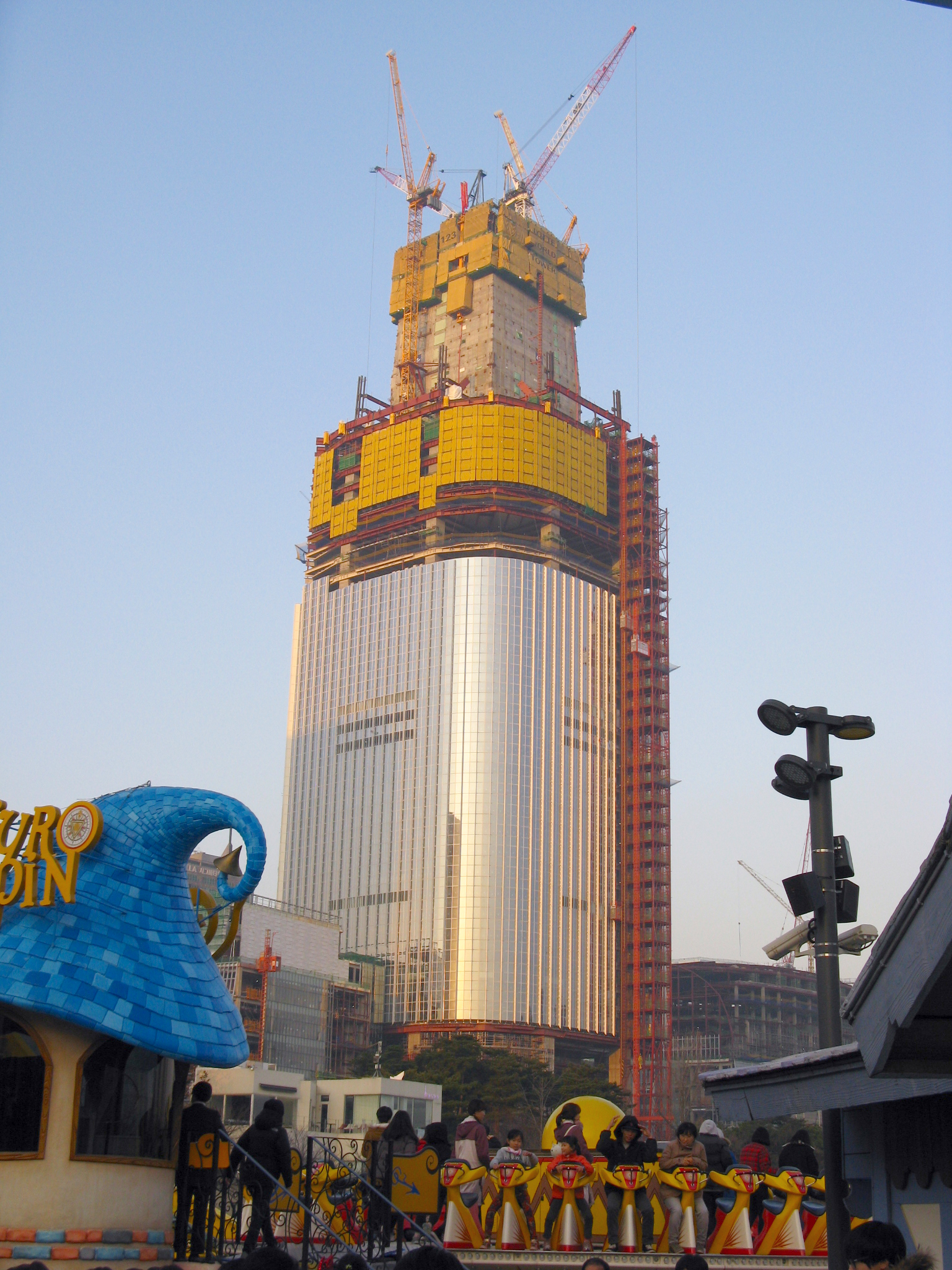
Baustand im Dezember 2013
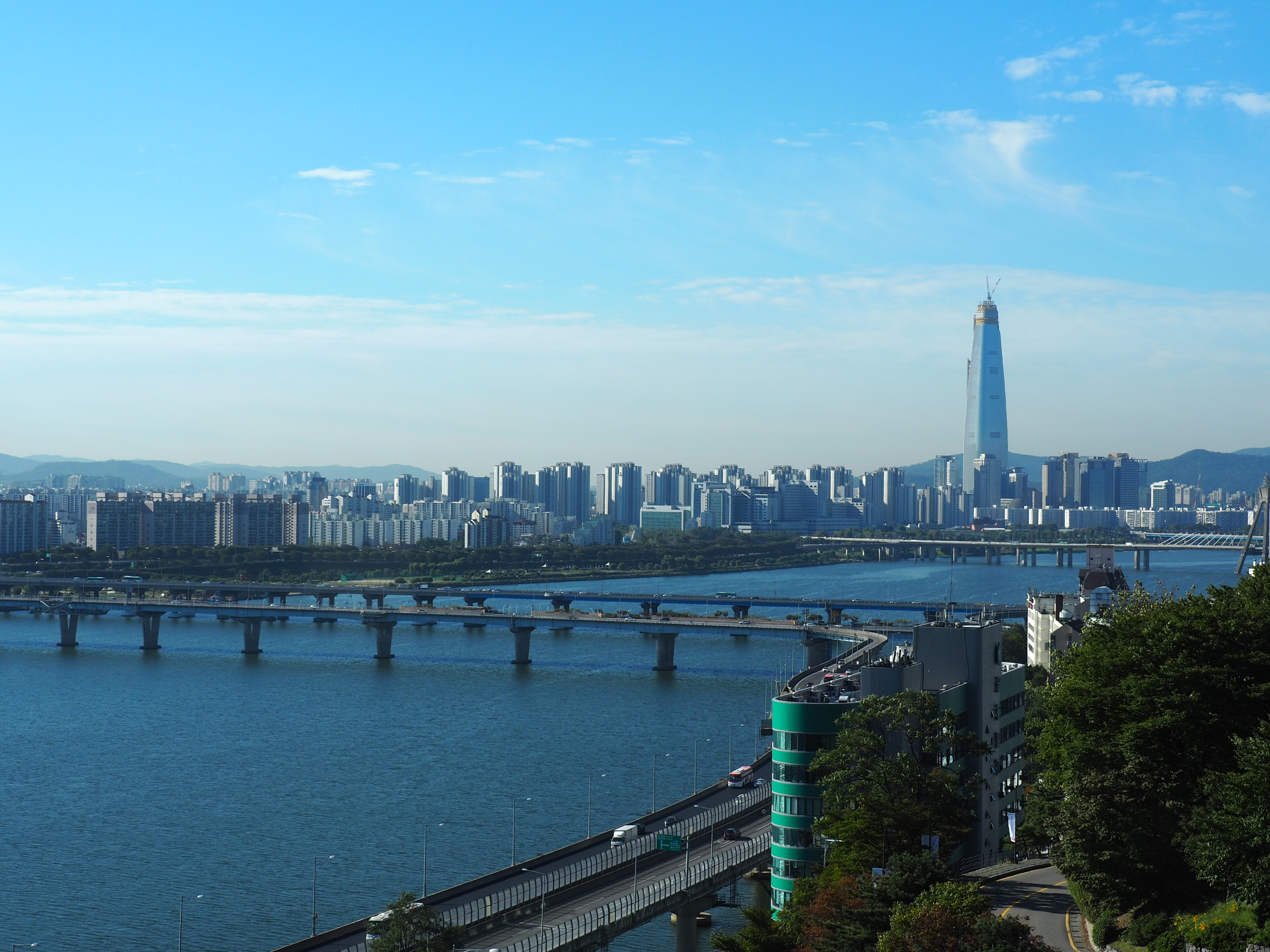
Endhöhe fast erreicht im September 2015